# 1140-е годы до н. э.
1140-е (ты́сяча сто сороковы́е) го́ды до на́шей э́ры по пролептическому юлианскому календарю — промежуток времени с 1 января 1149 года до н. э. по 31 декабря 1140 года до н. э., включающий с 1149 по 1141 годы 6-го десятилетия  и 1140 год 7-го десятилетия XII века 2-го тысячелетия до н. э. Им предшествовали 1150-е годы до н. э., за ними следовали 1130-е годы до н. э. Они закончились 3165 лет назад.

## События
- 1148 год до н. э.— 1141 год до н. э. — конец правления фараона Рамзеса V и начало правления фараона Рамзеса VI.
- 1147 до н. э. — Демофонт, легендарный Король Афин и ветеран Троянской войны, умер после 33 лет правления, и ему наследовал его сын Оксинт.
- Правление в Вавилоне IV Вавилонской династии (II династия Исина).